# Бильге, Газанфер
Газанфер Бильге (тур. Gazanfer Bilge, 1924—2008) — турецкий борец, чемпион Европы и олимпийский чемпион.
Газанфер Бильге родился в 1924 году в Карамюрселе. В 17 лет занялся вольной борьбой, во время службы в армии вошёл в национальную сборную.
В 1946 году Газанфер Бильге стал чемпионом Европы, а в 1948 году завоевал золотую олимпийскую медаль. В 1952 году принял участие в Олимпийских играх в Хельсинки, но там не попал в число призёров. В 1953 году завершил спортивную карьеру.
После ухода из спорта Газанфер Бильге занялся организацией тренерской деятельности, и доходы от его бизнеса позволили ему вести активную спонсорскую и меценатскую деятельность. В 2006 году в его честь был назван спорткомплекс в стамбульском районе Бююкчекмедже.